# Tamopsis nanutarrae
Tamopsis nanutarrae är en spindelart som beskrevs av Baehr 1989. Tamopsis nanutarrae ingår i släktet Tamopsis och familjen Hersiliidae.
Artens utbredningsområde är Western Australia. Inga underarter finns listade i Catalogue of Life.